# 板垣信幸
板垣 信幸（いたがき のぶゆき、1952年 - ）は、NHK解説委員、解説主幹。担当分野は財政、金融、国際経済。放送文化基金賞受賞。

## 来歴・人物
山形県西村山郡大江町左沢出身。山形県立山形東高等学校理系コース卒業後、1年間の浪人を経て、1977年一橋大学社会学部社会学科（哲学専攻）卒業。同年日本放送協会入局。高校、大学では演劇活動を行う。
NHK岐阜放送局、NHK金沢放送局を経て、1984年から報道局経済部記者。農水、運輸、通商産業、大蔵といった中央省庁や日銀を担当。米価、国鉄改革、東芝ココム事件、公定歩合、銀行合併、リクルート事件、金融証券不祥事、湾岸戦争拠出金、東京サミットなどを取材。
1993年からNHKワシントン支局特派員となり、ホワイトハウス、FRBのほか、国務省や財務省など、経済官庁も担当。
1999年に報道局経済部金融担当デスクに就任。みずほ経営統合、不良債権問題などを取材した。
2000年からNHK解説委員室解説委員、2005年からは解説主幹を務めた。2008年からは解説委員（専門委員）を務める。解説主幹。
財務省財政制度等審議会委員。祖父は反物商、父は山形県立山形北高等学校の数学教諭。元山形県知事の板垣清一郎は従伯父。

## 担当番組

### 現在
- あすを読む
- 時論公論

### 過去
- NHKラジオ夕刊